# Bemani

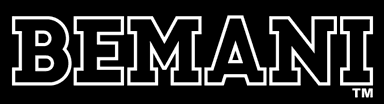
Bemanis logga

Bemani (japanska: ビーマニ) är den avdelning inom det japanska datorspelsföretaget Konami som utvecklar musikspel. Deras spel brukar gemensamt benämnas Bemani-serien och är mycket populära.
Namnet är taget, enligt vanlig japansk förkortningsstil, från deras första spel BEatMANIa. I Beatmania (1997) använder spelaren knappar och en kontroll som liknar en DJ:s fonograf. Bemaniserien innehåller också flera spel som kräver att man använder en kontroll som liknar ett instrument, däribland kan nämnas GuitarFreaks (1998) och DrumMania (1999). Bemani har även släppt arkadspelen Mambo a Go Go (2002) och Toy's March (2005).
För tillfället arbetar Konami med sex Bemanititlar: jubeat, beatmania IIDX, GuitarFreaks, Drummania, pop'n music och Dance Dance Revolution.
Endast en begränsad mängden av Bemanispelen har släppts utanför Asien, det mest noterbara är Dance Dance Revolution (1998) (ofta förkortat till DDR och även känt som Dancing Stage i Europa). I DDR ska spelaren trampa eller på annat vis aktivera paneler på en dansplatta (omkring 1 kvadratmeter stor) i takt med pilar som visas på skärmen. Hemmaversioner av kontrollen liknar Nintendos tillbehör Power Pad. DDR:s och dess uppföljares stora succé har lett till en uppsjö kloner och liknande spel, både kommersiella (EZ2Dancer, In the Groove och In the Groove 2) och fria (StepMania). Detta gör troligen DDR till det mest duplicerade musikspelet någonsin.
Bemaniserien kan krediteras flera trender inom musikspelsgenren. En sådan trend är användningen av nymodiga, specialtillverkade spelkontroller i både arkad- och hemversioner  (där Konami även pionjärat i icke-musikspel såsom Police 911). En annan trend är betydande stora musikkataloger med många covers och kortare mixar som fungerar som en bra bas för spelarna. Många av spelen i serien har uppföljare där den stora skillnaden är utbudet av låtar och där spelmekaniken i övrigt är lik den i originalet.